# TIM-001
Il TIM-001 è un computer sviluppato dal Mihajlo Pupin Institute in Serbia nell'anno 1985.
Rimasto allo stadio di prototipo, era dotato di un Modem operante a 2400 baud.
Il TIM-001 fu seguito dal modello TIM-011 utilizzato in ambito scolastico e dal modello TIM-100 utilizzato in ambito postale.